# André Corswant
André Corswant, né le 3 mai 1910 à La Chaux-de-Fonds (originaire de Neuchâtel) et mort le 23 août 1964 près de Zermatt en montagne, est une personnalité politique suisse, membre du Parti suisse du travail (PST).
Il dirige le PST de 1944 à sa mort en plus de son mandat à l'exécutif de la Chaux-de-Fonds à partir de 1948.

## Biographie

### Origines et famille
André Corswant naît le 3 mai 1910 à La Chaux-de-Fonds dans le canton de Neuchâtel. Il est originaire de Neuchâtel.
Son père, Willy Corswant, est pasteur et professeur de théologie à l'Université de Neuchâtel ; sa mère est née Nelly-Cécile Dubois.
Il épouse en 1932 Marcelle Hirsch, rencontrée au gymnase de La Chaux-de-Fonds. Ils ont une fille.

### Études et parcours professionnel
Après sa scolarité à La Chaux-de-Fonds et l'obtention de sa maturité gymnasiale en 1928, il fait des études de lettres à l'Université de Neuchâtel, conclues par une licence et un certificat d'aptitudes pédagogiques en 1931. Il est membre des Zofingiens pendant ses trois ans d'étude.
Il enseigne en Égypte de 1932 à 1935, où il se marie, puis la littérature au gymnase de La Chaux-de-Fonds,. Interdit d'enseignement par le Conseil d'État neuchâtelois en 1937, il est secrétaire-chancelier de la ville de La Chaux-de-Fonds de 1939 à 1940, puis libraire de livres anciens et d'occasion.

### Parcours politique
C'est à la suite d'un semestre d'études à Berlin en 1921-32, où il voit les difficultés du prolétariat, qu'il décide de défendre les travailleurs. Engagé dans des organisations de gauche à partir de 1934, notamment des Jeunesses socialistes, il est animateur du Front antifasciste de 1934 à 1937.
Socialiste, puis communiste à partir de 1939 après son refus de condamner le pacte germano-soviétique, il dirige à partir de 1944 le Parti ouvrier et populaire (POP) neuchâtelois et le Parti suisse du travail, dont il participe avec son épouse à la création.
Il est élu en 1944 au Conseil général (législatif) de La Chaux-de-Fonds, mais se voit déclaré inéligible par le Conseil d'État.
Il est membre du Conseil communal (exécutif) de La Chaux-de-Fonds à partir de 1948, où il dirige le dicastère des travaux publics. Il siège par ailleurs au Grand Conseil du canton de Neuchâtel à partir de 1945.

### Autres activités
Il est l'un des membres fondateurs en 1948 de l'Avivo (Association des vieillards, invalides, veuves et orphelins).

### Mort, obsèques et sépulture
Il meurt le 23 août 1964, à l'âge de 54 ans, près de Zermatt dans un accident de montagne. Parti avec sa fille faire l'ascension de l'Alphubel, il est victime d'une chute ; le pied pris dans sa corde, il reste suspendu deux jours dans une tempête avant qu'on puisse le secourir, en vain,.
Ses obsèques ont lieu le 26 août 1964 dans la salle communale de La Chaux-de-Fonds. Il est enterré au cimetière de la ville.

## Postérité
Un livre regroupant ses écrits, poèmes et articles est édité en son hommage en 1975 par le POP neuchâtelois.

## Publication
- Recueil de textes d'André Corswant réunis par ses camarades, La Chaux-de-Fonds, Parti ouvrier et populaire neuchâtelois, 1975, 116 p.

## Fonds d'archives
- Fonds André et Marcelle Corswant de la Bibliothèque de La Chaux-de-Fonds [lire en ligne (page consultée le 21 mai 2024)]